# Dziadowa Kłoda (plaats)
Dziadowa Kłoda (Duits: Kunzendorf) is een dorp in het Poolse woiwodschap Neder-Silezië, in het district Oleśnicki. De plaats maakt deel uit van de gemeente Dziadowa Kłoda.